# Cesium-137
Cesium-137 ( 137
55 Cs nebo 137Cs) je radioizotop cesia, který vzniká jako jeden z hlavních produktů štěpení jader uranu-235 a jiných štěpitelných nuklidů v jaderných reaktorech a jaderných zbraních. Patří k nejproblematičtějším z produktů s krátkým až středním poločasem přeměny, jelikož se v přírodě snadno šíří díky dobré rozpustnosti většiny solí cesia ve vodě.

## Přeměna

Gama spektrum cesia-137. Charakteristický vrchol na 662 keV nepochází přímo z cesia-137, ale z barya-137, které vzniklo jeho přeměnou, konkrétně z přeměny jeho vyššího energetického stavu na stabilní formu.

137Cs má poločas přeměny okolo 30,08 let. Přibližně 94,6 % se mění přeměnou beta minus na jaderný izomer barya 137mBa, který se následně mění na stabilní základní stav 137Ba (zbylých 5,4 % se přeměňuje přímo na základní stav 137Ba). Poločas přeměny 137mBa je přibližně 2,55 minuty (153 s), uvolněná energie činí 661,7 keV.

## Použití
Cesium-137 má několik možností využití. V malých množstvích se používá ke kalibraci přístrojů k měření ionizujícího záření, v lékařství se využívá v radioterapii, v průmyslu je součástí zařízení na měření průtoku či tloušťky a také některých vlhkoměrů.
Cesium-137 nemá velké využití v průmyslové radiografii, protože je značně reaktivní a jeho skladování je tedy obtížné. Jeho soli jsou navíc rozpustné ve vodě, co ztěžuje zajištění bezpečnosti při skladování. V radiografii se upřednostňuje kobalt-60 (60Co), jelikož je mnohem méně reaktivní a uvolňuje gama fotony s vyšší energií než jaké poskytuje 137Cs.
Jelikož je 137Cs zcela umělým nuklidem, tak jej lze použít k datování vína a odhalování padělků a rovněž k relativnímu datování usazenin vytvořených po roce 1945.
Cesium-137 se také využívá v geologii jako radioaktivní značkovač za účelem měření eroze a ukládání půdy.

## Zdravotní nebezpečnost radioaktivního cesia
Cesium-137, stejně jako ostatní izotopy cesia, reaguje s vodou za vzniku rozpustného hydroxidu cesného. Cesium má podobné biologické vlastnosti jako draslík a rubidium. Jakmile se dostane do organismu, tak se více či méně distribuuje po celém těle, přičemž nejvyšší koncentrace jsou v měkkých tkáních. Biologický poločas cesia je poměrně krátký (kolem 70 dnů).
Při pokusu provedeném v roce 1972 na psech, u nichž proběhlo zatížení celého těla 140 MBq/kg, tedy přibližně 44 μg 137Cs/kg (tedy absorbovanou dávkou 9,5 až 14 Gy) uhynuli psi během 33 dnů, zatímco psi zasažení poloviční dávkou přežili rok.
Následky náhodného pozření cesia-137 lze omezit pomocí berlínské modři, která se váže na cesium a zkracuje jeho biologický poločas na 30 dnů.

## Radioaktivní cesium v životním prostředí
134Cs a 137Cs se uvolňují do okolí při téměř všech testech jaderných zbraní a také při některých jaderných haváriích, jako jsou například černobylská havárie a havárie elektrárny Fukušima I.
Od roku 2005 je a bude cesium-137 hlavním zdrojem radioaktivity v uzavřené zóně Černobylské jaderné elektrárny. 137Cs bylo společně s 131I, 134Cs a 90Sr (a řadou dalších izotopů) rozptýleno při výbuchu reaktoru.
V Německu se úroveň kontaminace cesiem-137 pohybuje od 2 000 do 4 000 Bq/m2, čemuž odpovídá asi 1 mg/km2 a tedy přibližně 500 g na celém německém území. Ve Skandinávii byl u některých sobů a ovcí překročen norský limit (3 000 Bq/kg) i 26 let po havárii. Do roku 2016 se přeměnila polovina uvolněného cesia-137, ovšem na některých místech může být jeho koncentrace působením různých vlivů mnohem vyšší.
Po havárii elektrárny Fukušima I byly v dubnu 2011 také nalezeny zvýšené koncentrace 137Cs v životním prostředí. V červenci 2011 bylo maso jedenácti krav z prefektury Fukušima posláno do Tokia a byly v něm naměřeny koncentrace 137Cs v rozmezí 1 530 až 3 200 Bq/kg, které značně převyšovaly tehdejší japonský zákonný limit (500 Bq/kg). V březnu 2013 byla u ryby chycené nedaleko elektrárny naměřena koncentrace přibližně 740 000 Bq/kg která vládní limit (100 Bq/kg) převyšovala více než 7 000krát.
V článku z roku 2013 publikovaném v časopise Scientific Reports bylo uvedeno, že v lese vzdáleném od elektrárny 50 km byly nalezeny vysoké koncentrace cesia-137 v hrabance a houbách, avšak u býložravců byly koncentrace mnohem nižší. Ke konci roku 2014 bylo radioaktivní cesium z Fukušimy rozptýleno po celé severozápadní části Tichého oceánu. Koncentrace byly měřeny do hloubky 200 až 400 m.
Téměř všechno cesium-137 v přírodě vzniklo v důsledku lidské činnosti. Vzniká při štěpení jader uranu a plutonia a přeměňuje se na baryum-137. Před vytvořením prvního umělého jaderného reaktoru roku 1942 se nenacházelo v přírodě ve významném množství. Pozorováním charakteristického záření gama vydávaného tímto izotopem lze určit, zda byla příslušná uzavřená nádoba vyrobena v době před prvním testem jaderné zbraně (jaderný test Trinity), nebo až po něm. Po tomto výbuchu se do atmosféry dostala část vzniklého 137Cs a ve stopových množstvích se tento izotop rozšířil po celé Zemi. Tohoto je možné využít při testování pravosti některých druhů vín vyrobených před zmíněným jaderným testem. Měřením aktivity cesia-137 lze rovněž datovat půdu a povrchové usazeniny.
Cesium-137 absorbují všechny houby včetně běžně sbíraných. Výrazně vyšší schopnost akumulovat ho má houba jelenka obecná (Elaphomyces granulatus). Dostává se do potravního řetězce prostřednictvím divokých prasat, která jelenku vyhrabávají a konzumují, zejména na podzim a v zimě, když nemají dostatek pastvy. Na Šumavě jsou proto prasata kvůli nadlimitním hodnotám pravidelně vyšetřována.